# Représentation X
 (signalé en mai 2025).
Si vous disposez d'ouvrages ou d'articles de référence ou si vous connaissez des sites web de qualité traitant du thème abordé ici, merci de compléter l'article en donnant les références utiles à sa vérifiabilité et en les liant à la section « Notes et références ».
- Archive Wikiwix
- Bing
- Cairn
- DuckDuckGo
- E. Universalis
- Gallica
- Google
- G. Books
- G. News
- G. Scholar
- Persée
- Qwant
- (zh) Baidu
- (ru) Yandex
- (wd) trouver des œuvres sur Wikidata

En mécanique quantique et dans un espace à une dimension, la représentation X ou réalisation-X est la représentation dans laquelle l'opérateur de position {\displaystyle {\hat {\mathbf {x} }}} appliqué au vecteur propre de cette représentation s'écrit : 
{\displaystyle {\hat {\mathbf {x} }}\left|x\right\rangle =x\left|x\right\rangle }
Comme l'opérateur {\displaystyle {\hat {\mathbf {x} }}} est hermitien, on peut montrer pour un vecteur d'état que :
{\displaystyle {\hat {\mathbf {x} }}\left|\psi \right\rangle =x\left|\psi \right\rangle }
Dans cette représentation, l'opérateur d'impulsion {\displaystyle \mathbf {{\hat {p}}_{x}} } selon l'axe unique est tel que : 
{\displaystyle \langle x|\mathbf {{\hat {p}}_{x}} \left|\psi \right\rangle =\langle x|-i\hbar {\frac {\partial }{\partial x}}\left|\psi \right\rangle }
Ce qui se réécrit de façon allégée dans la littérature :
{\displaystyle \mathbf {{\hat {p}}_{x}} \left|\psi \right\rangle =-i\hbar {\frac {\partial }{\partial x}}\left|\psi \right\rangle }
Il faut distinguer cette représentation de la représentation P dans laquelle l'opérateur d'impulsion s'écrit simplement {\displaystyle p_{x}}.